# Paramoera leucophthalma
Paramoera leucophthalma is een vlokreeftensoort uit de familie van de Pontogeneiidae. De wetenschappelijke naam van de soort is voor het eerst geldig gepubliceerd in 1995 door Staude.